# Сестрички-привычки
«Сестрички-привычки» — рисованный мультипликационный фильм, который создал режиссёр Борис Акулиничев в 1989 году.

## Сюжет
Однажды утром Андрюша Шумелкин познакомился с Канителькой, своей сестричкой-привычкой. А у той быстро нашлись ещё две сестрички — Неряшка и Капризулька. Сначала Андрюше было очень весело играть с ними: оделся он не как обычно — футболку вывернул наизнанку, шорты надел задом наперёд, умываясь в ванной, начал играть в морской бой, на кухне без спроса стал есть сгущённое молоко. Но потом Андрюша понял, что ничего хорошего с такими привычками не получится. Однако привычки уже захватили его в плен, испортили его характер, устроили в квартире беспорядок, но мальчик смог обуздать их.

## Над фильмом работали
| автор сценария              | Владимир Гуров |
| кинорежиссёр                | Борис Акулиничев |
| художники-постановщики      | Наталья Кудрявцева, Маина Новожилова |
| кинооператоры               | Игорь Шкамарда, Эрнст Гаман |
| звукооператор               | Олег Соломонов |
| композитор                  | Игорь Ефремов |
| музыкальный редактор        | Л. Рыбакова |
| автор текста песен (стихов) | Александр Тимофеевский |
| художники-мультипликаторы   | Юрий Андреев, Наталья Базельцева, Владимир Спорыхин, Михаил Зайцев, Олег Сафронов, Семён Петецкий, Ирина Гундырева                                                         |
| художники-декораторы        | Александр Брежнев, Валентин Самотейкин, А. Зуева Нина Иванчева |
| ассистенты кинорежиссёра    | Л. Яскевич, М. Короткова, Светлана Алексашина, Т. Камская |
| роли озвучивали             | Зоя Пыльнова — мальчик Андрюша (В титрах З. Ильина), Наталья Ромашенко — сестричка Канителька, Ольга Прокофьева — сестричка Неряшка, Татьяна Божок — сестричка Капризулька |
| монтажёр                    | Галина Дробинина |
| редактор                    | Татьяна Бородина |
| директор съёмочной группы   | Любовь Зарюта |

## Переиздания
Мультфильм неоднократно издавался на DVD в сборниках мультфильмов, например:
- «Нехочуха», DVD, дистрибьютор «Крупный план», мультфильмы на диске: «Нехочуха» (1986), «Сестрички-привычки» (1989), «Праздник непослушания» (1977), «Волшебная лопата» (1984). ISBN 4600448024109

## Использование психологами
Данный мультфильм, как ряд других, используется психологами для проведения терапии в начальной школе.